# Tom Schippers
Tom Schippers (12 april 1985) is een Belgische atleet die zich had toegelegd op sprint. Hij nam op de 4 x 100 m deel aan de Europese kampioenschappen en veroverde indoor een Belgische titel. Later legde hij zich toe op de halve marathon.

## Biografie
Schippers behaalde op de 100 m verschillende finaleplaatsen op de Belgische kampioenschappen, maar kwam niet verder dan een vierde plaats in 2006. Hij nam dat jaar als lid van het Belgische estafetteteam deel aan de Europese kampioenschappen in Göteborg. Door een foutieve stokwissel behaalde de ploeg niet de eindmeet.
Indoor werd Schippers in 2007 kampioen op de 60 m.

### Clubs
Schippers was aangesloten bij Atletica’84

## Belgische kampioenschappen
Indoor
| Onderdeel | Jaar |
| --------- | ---- |
| 60 m      | 2007 |

## Persoonlijke records
Outdoor
| Onderdeel | Prestatie | Datum       | Plaats  |
| --------- | --------- | ----------- | ------- |
| 100 m     | 10,60 s   | 9 juli 2006 | Brussel |
| 200 m     | 21,54 s   | 8 juli 2006 | Brussel |

Indoor
| Onderdeel | Prestatie | Datum            | Plaats |
| --------- | --------- | ---------------- | ------ |
| 60 m      | 6,79 s    | 19 februari 2007 | Gent   |
| 200 m     | 22,35 s   | 3 januari 2009   | Gent   |

## Palmares

### 60 m
- 2007:  BK indoor AC – 6,79 s
- 2008:  BK indoor AC – 6,85 s

### 100 m
- 2006: 4e BK AC – 10,60 s

### 4 x 100 m
- 2005: 6e op EK U23 in Erfurt – 40,45 s
- 2006: DNF in serie EK in Göteborg